# Wood-Schlitznase
Die Wood-Schlitznase (Nycteris woodi) ist eine in Ostafrika verbreitete Fledermaus in der Familie der Schlitznasen. Sie ist eng mit der Großohr-Schlitznase (Nycteris macrotis) verwandt.

## Merkmale
Die Art zählt mit einer Gesamtlänge von 86 bis 103 mm, inklusive eines 40 bis 55 mm langen Schwanzes und mit einem Gewicht von 6,5 bis 9 g zu den kleinsten Familienmitgliedern. Sie hat 35 bis 42 mm lange Unterarme, etwa 10 mm lange Hinterfüße sowie 28 bis 35 mm lange Ohren. Wie bei anderen Vertretern der Familie befindet sich auf der Schnauze eine Längsfurche mit kleinen Nasenblättern. Das flauschige Fell der Oberseite kann in der Farbe zwischen silbergrau, grau, braun oder rotbraun variieren. Bei manchen Exemplaren ist die Rückseite des Kopfes und die Schultern heller. Bei verschiedenen helleren Individuen treten dunkle Flecken um die Schnauze oder an der Basis der Ohren auf. Die Unterseite ist immer heller oder fast weiß. Die Wood-Schlitznase hat einen schmalen Tragus. Während Exemplare mit grauem Fell durchscheinende graue Flughäute besitzen, kommen bei Exemplaren mit braunem Fell rotbraune Flughäute vor. Die oberen Schneidezähne sind durch zwei Kronenspitzen gekennzeichnet. Es gibt zwei Arten, die bezüglich des Gebisses und des Tragus gleich gestaltet sind. Die Großohr-Schlitznase ist allgemein größer und robuster. Nycteris parisii lebt weiter nördlich und hat dunkelgraues Fell.

## Verbreitung
Das Verbreitungsgebiet reicht von Malawi und Sambia über das westliche Mosambik und Simbabwe bis in den Nordosten Südafrikas. Die Art lebt im Flachland in verschiedenen Savannentypen wie Miombo sowie in offenen Wäldern mit Mopane (Colophospermum mopane).

## Lebensweise
Am Ruheplatz der in Baumhöhlen, in Felsspalten, in Höhlen und gelegentlich in Gebäuden liegt, bilden sich mehr oder weniger große Kolonien mit 5 bis 50 Mitgliedern. Bei der nächtlichen Nahrungssuche fliegen die Exemplare langsam mit schnellen Richtungsänderungen, was bei dichtem Bewuchs vorteilhaft ist. Die Beute wird meist von Pflanzen oder vom Boden aufgesammelt. Zur Nahrung der Wood-Schlitznase zählen Schmetterlinge, Käfer, verschiedene Insektenlarven und seltener Termiten, Heuschrecken, Fliegen sowie Spinnen. Manche Beutetiere, wie Schmetterlinge der Gattung Charaxes, sind im Verhältnis zu dieser Fledermaus recht groß. Während eines Rufes zur Echoortung variiert die Frequenz zwischen 35 und 55 kHz, wobei die stärkste Intensität bei 43 kHz erreicht wird.
Vermutlich sind Weibchen in der warmen Jahreszeit nur einmal paarungsbereit. Pro Wurf wird ein Jungtier geboren.

## Gefährdung
In begrenzten Regionen können sich Waldrodungen, der Einsatz von Schädlingsbekämpfungsmitteln und Störungen am Ruheplatz negativ auf den Bestand auswirken. Obwohl die Gesamtpopulation leicht abnimmt, wird die Wood-Schlitznase von der IUCN als „nicht gefährdet“ (least concern) gelistet.